# 540. pr. n. št.
540. pr. n. št. je šesto desetletje v 6. stoletju pr. n. št. med letoma 549 pr. n. št. in 540 pr. n. št.. 